# Only a Pawn in Their Game
«Only a Pawn in Their Game» es una canción escrita por el cantante estadounidense Bob Dylan y publicada en su álbum de 1964 The Times They Are A-Changin'. Trata sobre el asesinato del activista por los derechos civiles Medgar Evers en junio de 1963, y sobre el racismo enraizado en el sistema judicial de Misisipi y en la sociedad del sur de Estados Unidos que, durante muchos años, permitió que el asesino de Evers (Byron De La Beckwith) permaneciera en libertad.